# Marie Lu
Marie Lu, nacida como Xiwei Lu (Wuxi, China; 11 de julio de 1984), es una escritora estadounidense superventas de literatura juvenil, conocida por la trilogía Legend y la trilogía Los jóvenes de la élite.

## Biografía
Marie Lu nació el 11 de julio de 1984 en Wuxi, Jiangsu, China, pero se mudó junto con su familia a Texas, Estados Unidos en 1989. En 2006 se graduó en Ciencias políticas en la Universidad del Sur de California, aunque acabó trabajando en el campo de la literatura y de la animación. Actualmente vive en Los Ángeles, California, con su marido y sus perros.

## Carrera
Marie Lu trabajó como diseñadora artística de videojuegos en plataforma Flash para la compañía Disney Interactive Studios.
Más tarde, comenzó su carrera en el mundo literario con su primera novela juvenil distópica Legend (2011) la cual obtuvo buenas críticas por parte del New York Times y Los Angeles Times. Esta novela fue adaptada el 25 de abril de 2015 a la novela gráfica por la editorial Penguin Group. Posteriormente, Marie Lu completó la saga Legend con los libros Prodigy (2013) y Champion (2013), los cuales también fueron adaptados a la novela gráfica por la misma editorial: Prodigy el 26 de abril de 2016 y Champion el 25 de abril de 2017. En 2019, Marie Lu publicó el último libro de la trilogía Legend: Rebel, de lectura independiente. Marie Lu vendió sus derechos cinematográficos de la trilogía Legend a CBS Films en 2011 y a BCDF Pictures en 2018.
Su siguiente proyecto literario fue la trilogía: The Young Elites, cuyo primer libro de mismo título se publicó en 2014 y rápidamente se convirtió en un superventas. Posteriormente, Marie Lu completó la saga con: The Rose Society en 2015 y The Midnight Star en 2016. Actualmente la trilogía está siendo adaptada al cine por 20th Century Fox.
En 2018, Marie Lu contribuyó en la serie de superhéroes de DC Icons, con su novela: Batman: Nightwalker, la cual fue adaptada por DC comics en 2019 a la novela gráfica por Stuart Moore e ilustrada por Chris Wildgoose.
Sus otras obras literarias son: la serie Warcross que se compone de Warcross (2017) y Wildcard (2018); la serie Skyhunter que se compone por Skyhunter (2020); el séptimo libro de la serie Spirit Animals: The Evertree publicado en 2015; y la novela The kingdom of Back publicada en 2020.  

### SerieLegend
- Legend (Legend, 2011), trad. de Ana Isabel Hernández de Deza, publicada por Ediciones SM en 2012.
- Prodigy (Prodigy, 2013), trad. de Ana Isabel Hernández de Deza, publicada por Ediciones SM en 2013.
- Champion (Champion, 2013), trad. de Ana Isabel Hernández de Deza, publicada por Ediciones SM en 2014.
- Rebel (Rebel, 2019), trad. de María Victoria Boano, publicada por Puck Ediciones Urano en 2019.
- Life Before Legend (Novella #0.5) (2013)
- Life After Legend (Novella #3.5) (2017)
- Life After Legend II (Novella #3.6) (2018)

### SerieLos jóvenes de la élite
- Los jóvenes de la élite (The Young Elites, 2014), trad. de Guiomar Manso de Zúñiga, publicada por Editorial Hidra en 2016.
- La sociedad de la rosa (The Rose Society, 2015), trad. de Guiomar Manso de Zúñiga, publicada por Editorial Hidra en 2016.
- La estrella de medianoche (The Midnight Star, 2016), trad. de Guiomar Manso de Zúñiga, publicada por Editorial Hidra en 2017.

### SerieWarcross
- Warcross (Warcross, 2017), trad. de Noemí Risco Mateo, publicada por Nocturna Ediciones en 2018.
- Wardraft (Wildcard, 2018), trad. Noemí Risco Mateo, publicada por Nocturna Ediciones en 2019.

### SerieSkyhunter
- Skyhunter (2020).

### SerieDC Icons
- Batman: Nightwalker (Batman: Nightwalker, 2018), trad. de Carlos García Varela, publicada por Montena en 2018.

### SerieSpirit Animals
- El árbol eterno (The Evertree, 2015), trad. de Xohana Bastida Calvo, publicada por Ediciones SM en 2017.

### Otras obras
- El reino del revés (The Kingdom of Back, 2020), trad. de Nora Inés Escoms, publicada por Puck Ediciones Urano en 2020.